# NGC 166
NGC 166 (również PGC 2143) – galaktyka spiralna (Sa), znajdująca się w gwiazdozbiorze Wieloryba. Odkrył ją Francis Leavenworth w 1886 roku. Należy do galaktyk Seyferta typu 2.